# Else Ragni Yttredal
Else Ragni Yttrdal (Asker, 8 augustus 1968) is een Noors langebaanschaatsster.
In 1992 nam Yttredal voor Noorwegen deel aan de Olympische Winterspelen van Albertville. Ze reed op de 1000 meter, 1500 meter, 3000 meter en 5000 meter.

## Records

### Persoonlijke records[6]
| Afstand    | Tijd    | Datum            | Baan       |
| ---------- | ------- | ---------------- | ---------- |
| 500 meter  | 41,51   | 22 januari 1993  | Heerenveen |
| 1000 meter | 1.23,24 | 25 februari 1989 | Heerenveen |
| 1500 meter | 2.06,39 | 14 maart 1993    | Heerenveen |
| 3000 meter | 4.27,96 | 13 maart 1993    | Heerenveen |
| 5000 meter | 7.47,30 | 22 januari 1993  | Heerenveen |